# 徐步 (1962年)
徐步（1962年11月—），男，中華人民共和國外交官，現任聯合國秘書長高級咨詢委員會成員，兼任習近平外交思想研究中心主任。曾任中華人民共和國駐東盟特命全權大使和中華人民共和國駐智利共和國特命全權大使。

## 生平

### 外事工作
1986年，進入中華人民共和國外交部工作，先後任駐卡拉奇總領事館職員、領事隨員，外交部新聞司三秘、副處長，駐英國大使館二秘、一秘，外交部政策研究室一秘、處長、參贊。2001年，任常駐聯合國代表團參贊。2006年，任外交部政策研究司副司長。2009年，任駐加拿大使館公使銜參贊。2011年，任外交部朝鮮半島事務副代表。2015年5月，出任中華人民共和國駐東盟大使。2018年1月，出任中華人民共和國駐智利大使。2020年10月，自駐智利大使離任。離任前，智利政府授予他智利功績大十字勳章，是30年來首次被授予此殊榮的中國大使。
2020年10月26日任中國國際問題研究院院長，兼任習近平外交思想研究中心主任。2022年3月7日，聯合國秘書長古特雷斯致信徐步，邀請徐擔任“高級咨詢委員會”成員。

## 家庭
已婚，有一女。

## 榮譽

### 外國勳章獎章
- 智利功績大十字勳章（智利，2020年10月2日於聖地亞哥頒發[2]）